# Deruta
Deruta – miejscowość i gmina we Włoszech, w regionie Umbria, w prowincji Perugia.
Według danych na rok 2004 gminę zamieszkuje 8085 osób, 183,8 os./km².